# Liebfrauenkapelle (Rapperswil)

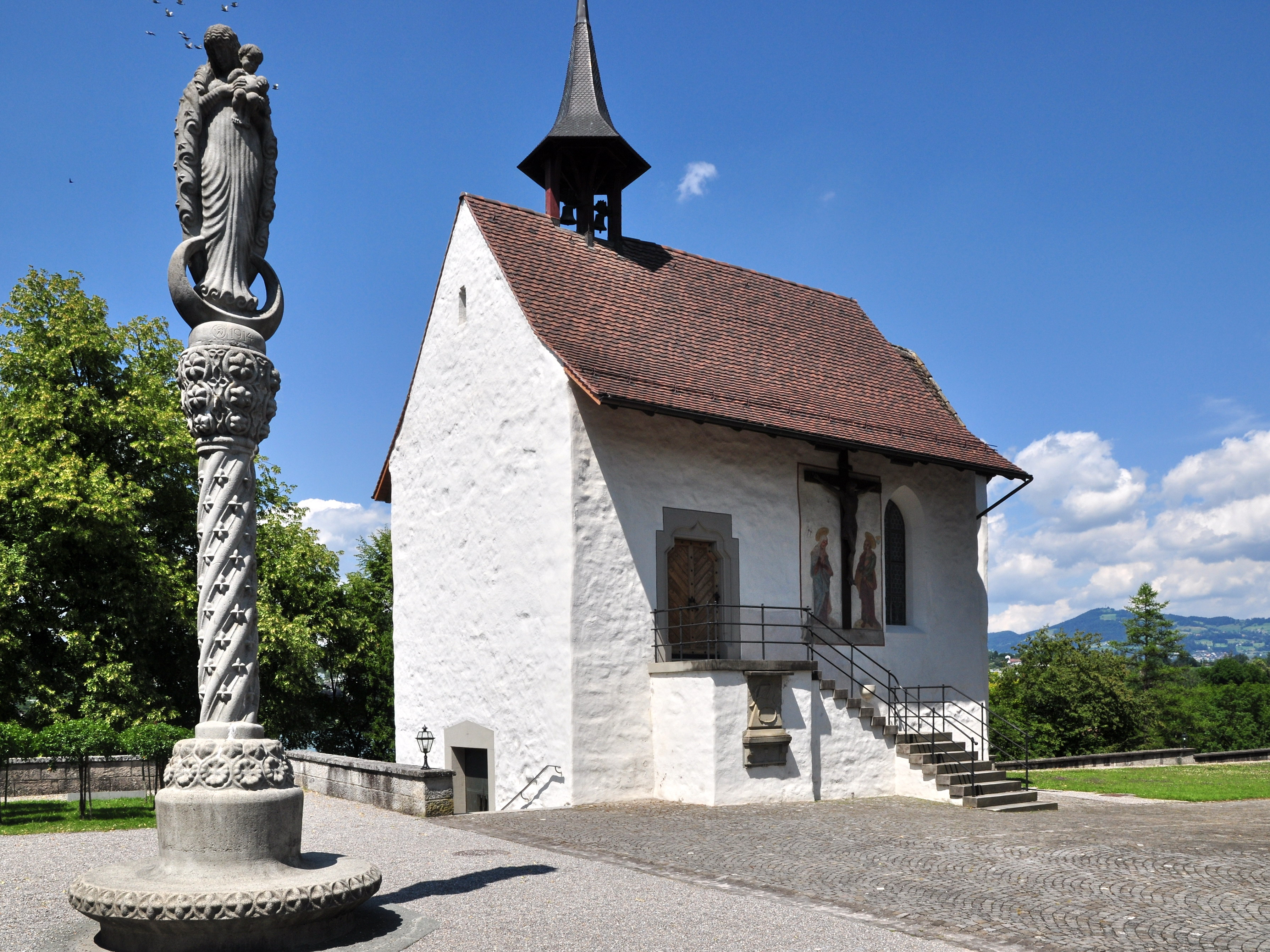
Ansicht von der Schlossgasse zum Lindenhof

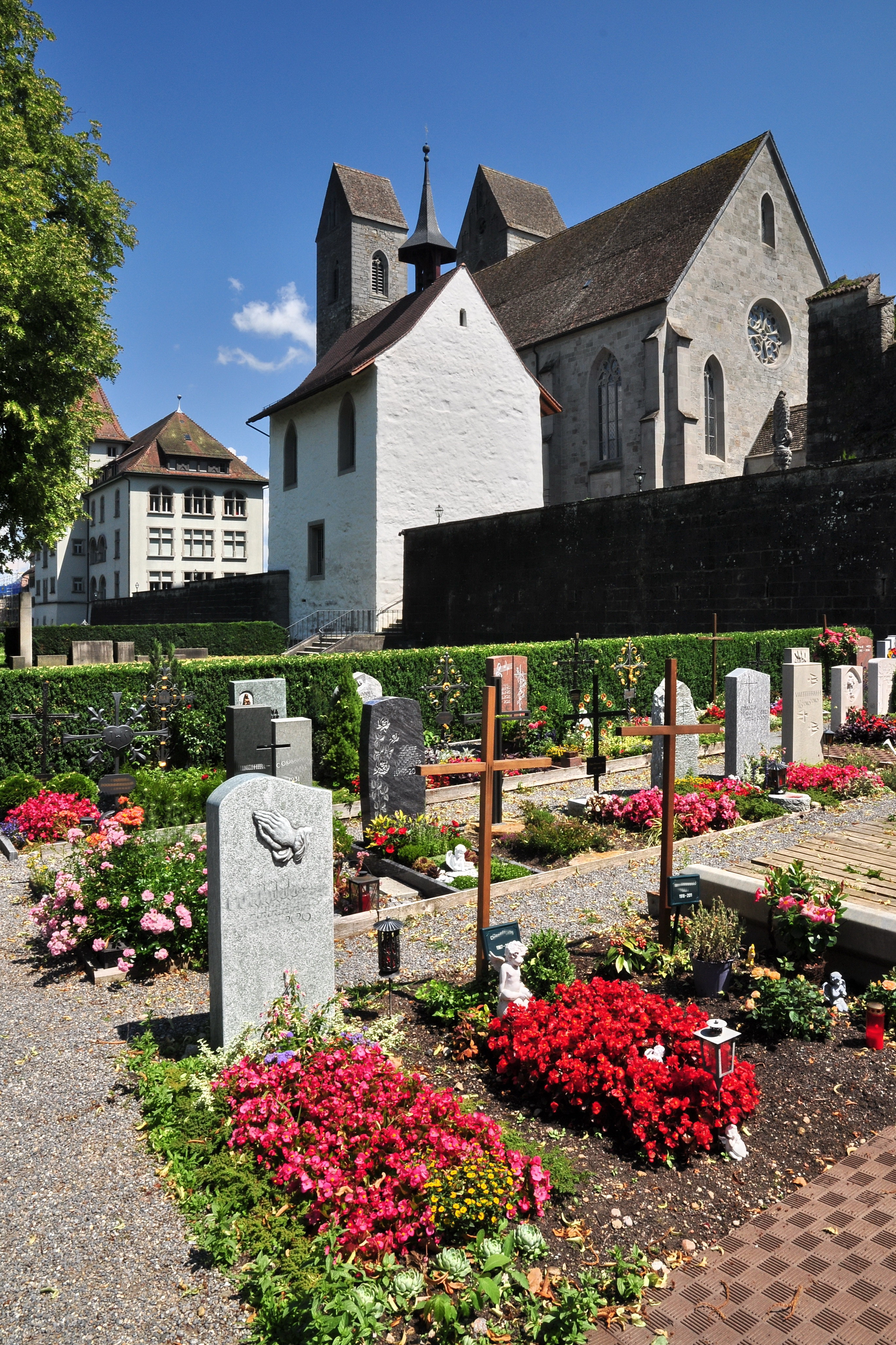
Ansicht vom Stadtfriedhof auf Liebfrauenkapelle und Stadtpfarrkirche, links das Schulhaus Herrenberg

Die Liebfrauenkapelle in Rapperswil dient als Friedhofskapelle der römisch-katholischen Stadtpfarrkirche St. Johann im Ortsteil Rapperswil, Gemeinde Rapperswil-Jona, im Schweizer Kanton St. Gallen.

## Lage

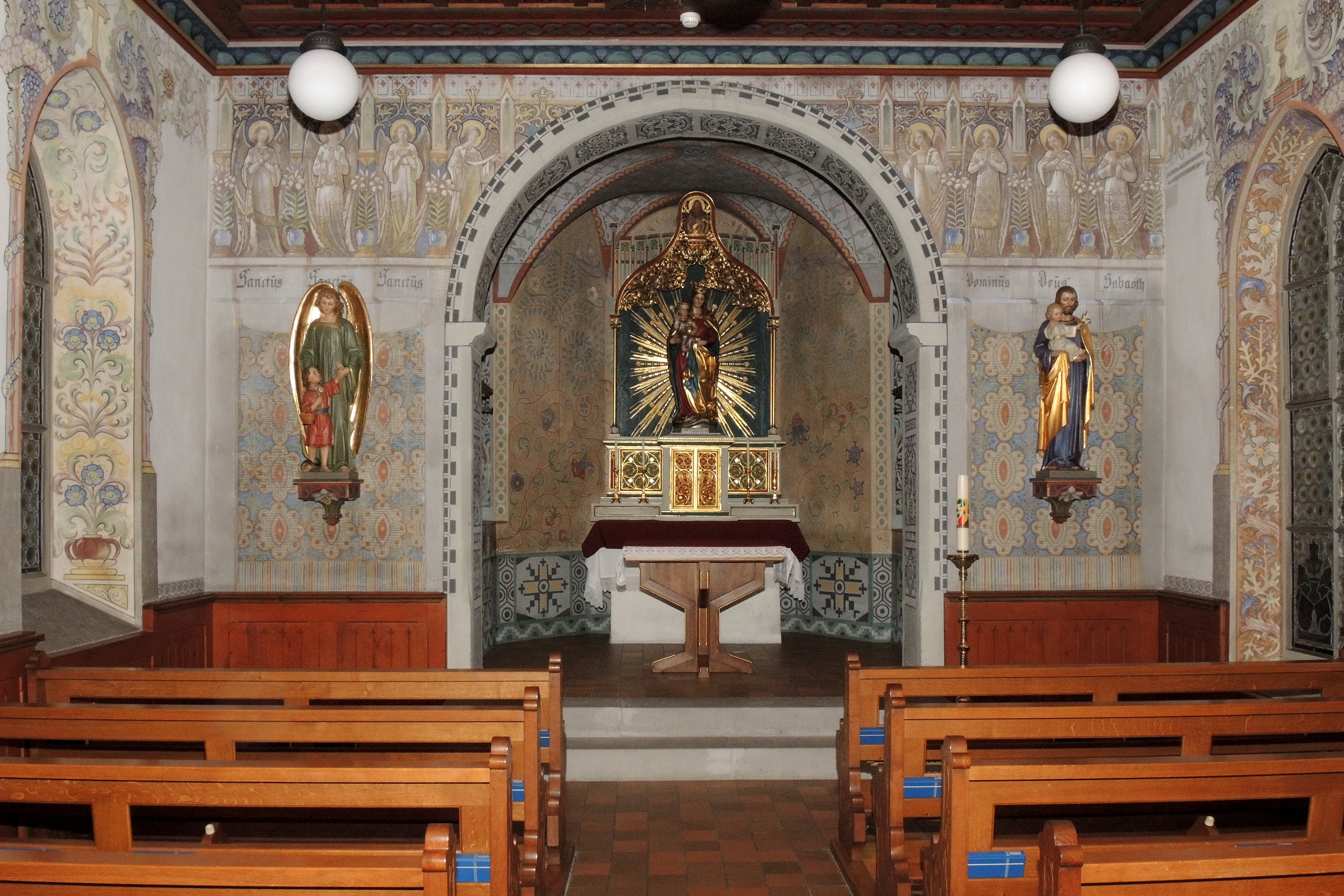
Altarraum

Die Kapelle steht auf der ansteigenden östlichen Flanke des Schlosshügels, im nördlichen Teil der Rapperswiler Altstadt, zwischen dem Schloss Rapperswil und der Stadtpfarrkirche beim römisch-katholischen Friedhof.

## Geschichte
Die erste Kirche im Schatten der Burg wurde im Auftrag der Grafen von Rapperswil zeitgleich mit Stadt und Schloss Rapperswil um 1229 erbaut. Das Beinhaus unter der Kapelle soll auf das Jahr 1253 zurückgehen, als Rapperswil selbständige Pfarrei wurde und einen Friedhof erhielt.

## Architektur
Der spätgotische, ursprünglich rechteckige Kirchenbau geht in seiner heutigen Form mit dem steilen Satteldach auf das Jahr 1489 zurück. An seiner Ostseite wurde 1675 ein fünfseitig geschlossener Chor angefügt. Zwei spitzbogige Nord- und ein Südfenster belichten das Kirchenschiff, zwei seitliche Rundbogenöffnungen den Chor. Der Innenraum ist mit neugotischem Mobiliar und, anlässlich von Erneuerungsarbeiten im Jahr 1917, reichhaltig mit Jugendstilmalereien ausgestattet. Genutzt wird die Liebfrauenkapelle für Hochzeiten und Andachten. Im Dachreiter hängen zwei Glocken, die von Hand geläutet werden.